# Casa El Torico
La Casa El Torico es una vivienda de estilo modernista situada en la plaza Carlos Castel n.º 13 de Teruel (España). Está declarada Bien de Interés Cultural.

## Historia
Fue construida en el año 1912 por el arquitecto tarraconense Pablo Monguió para la familia López y recibe este nombre tanto por la cercana Fuente del Torico como por el local que originariamente ocupaba la planta baja, destinado a la venta de tejidos. El uso primitivo comercial y residencial se transformó en los años 1980 para albergar las oficinas de la Caja Rural Provincial. El edificio sufrió una profunda reforma interior para adaptarlo a su nuevo uso y tan sólo se conservan las fachadas y dos columnas de fundición en la planta baja. 

## Descripción
Se ubica en la plaza Carlos Castel n.º 13, en un privilegiado solar en esquina con fachadas a las calles Hartzenbusch y Tras el Mercado. Exteriormente todo el conjunto se unifica a través del color violeta de sus fachadas combinado con motivos decorativos en blanco, animados por la presencia de algunos detalles realizados en ladrillo, cerámica y forja. En la fachada a la plaza, el edificio se resuelve en continuidad con la estructura porticada de la plaza y presenta tres pisos sobre los porches. En esta fachada Monguió utiliza un variado vocabulario formal dominado por la utilización de la línea curva, dentro de una composición simétrica que se rompe en la esquina con la calle Hartzembusch. Las otras dos fachadas están concebidas con una mayor simplicidad. 
La casa es uno de los mejores edificios modernistas conservados en Aragón por su pureza estilística, sentido lúdico y libertad compositiva, todo ello resaltado por la armonía y el cuidado del detalle de los motivos decorativos en los distintos materiales. Por otro lado, es reflejo de un contexto histórico muy concreto, el de la ciudad de Teruel de principios del siglo XX, y de una nueva clase social burguesa con una mentalidad y unos gustos artísticos muy determinados que, en este caso, Pablo Monguió supo plasmar a la perfección.